# Huis van Hongarije

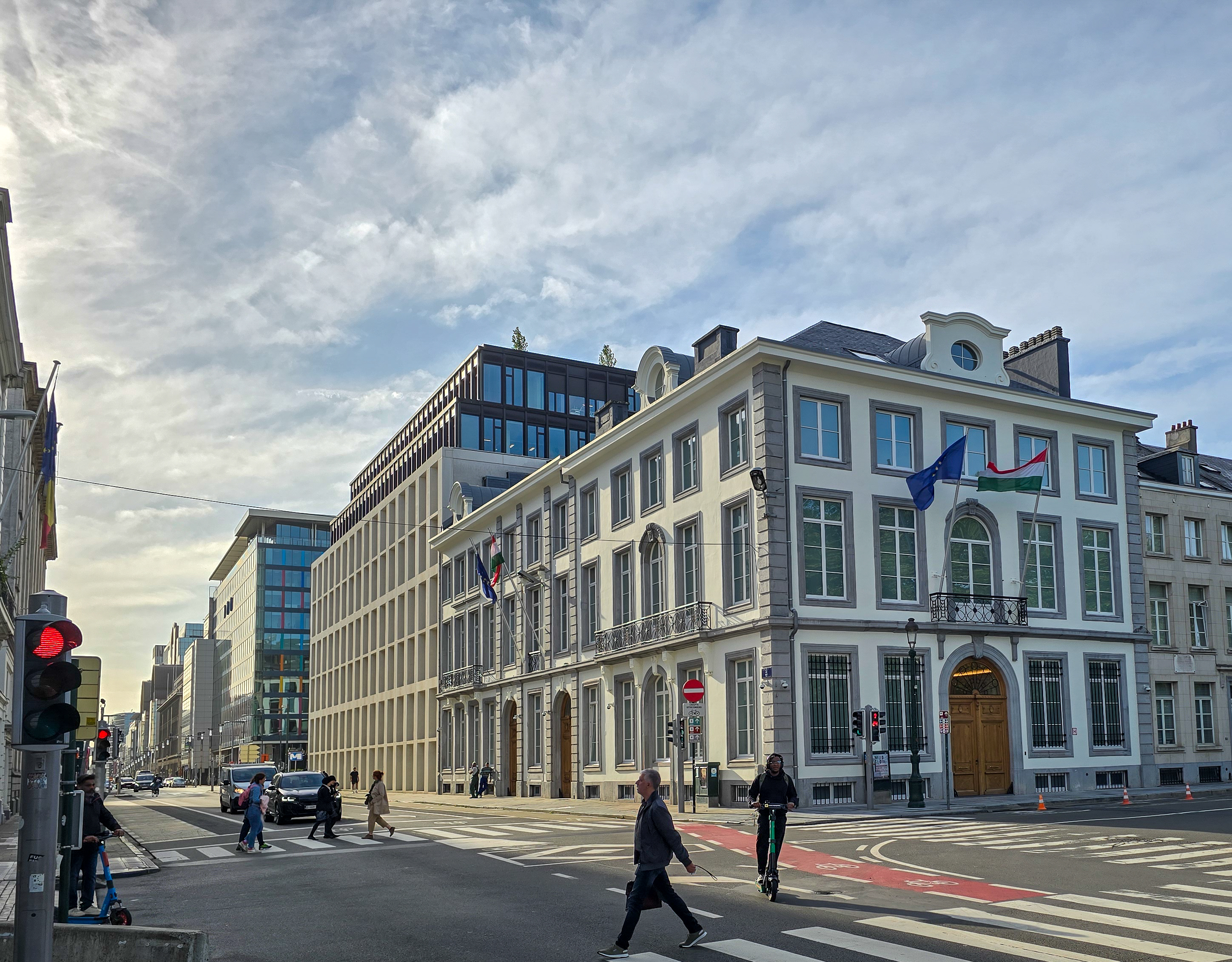
Hongaars Huis Magyar Ház, Wetstraat Brussel

Het Huis van Hongarije (Frans: Maison de la Hongrie; Hongaars: Magyarország Ház) is een pand in de Brusselse Wetstraat 9. Het hoekpand op de hoek van de Hertogstraat en de Wetstraat ligt schuin over Wetstraat 16. Het huis werd gekocht door de Hongaarse regering van Viktor Orbán in 2021 en werd geopend net voor het Hongaarse Voorzitterschap van de Raad van de Europese Unie (tweede helft 2024). Het Hongaarse parlement kende 5,6 miljoen euro toe voor de renovatie. Het Hongaars Huis heeft een representatieve functie. 